# Frédéric Lecanu
Frédéric Lecanu (ur. 2 kwietnia 1979) – francuski judoka. Uczestnik mistrzostw świata w 2003; brązowy medalista w drużynie w 2002. Startował w Pucharze Świata w latach 1999, 2000 i 2002-2007. Zajął piąte miejsce na mistrzostwach Europy w 2002; drugi w drużynie w 1997 i trzeci w 2002. Srebrny medalista uniwersjady w 2003. Trzeci na akademickich MŚ w 2006. Mistrz Francji w 2005 roku.